# 1937 en science-fiction
| Années de la science-fiction : 1934 - 1935 - 1936 - 1937 - 1938 - 1939 - 1940    |
| Décennies de la science-fiction : 1900 - 1910 - 1920 - 1930 - 1940 - 1950 - 1960 |

L'année 1937 a été marquée, en matière de science-fiction, par les événements suivants.

## Naissances et décès

### Naissances
- 19 février : Terry Carr, écrivain et éditeur américain, mort en 1987.
- 22 février : Joanna Russ, écrivain américaine, morte en 2011.
- 9 avril : Barrington J. Bayley, écrivain britannique, mort en 2008.
- 13 mai : Roger Zelazny, écrivain américain, mort en 1995.
- 27 mai : Gérard Klein, écrivain et éditeur français.
- 19 septembre : Jean-Pierre Andrevon, écrivain français.

### Décès
- 10 mars : Ievgueni Zamiatine, écrivain russe, né en 1884, mort à 53 ans.
- 15 mars : H. P. Lovecraft, écrivain américain, né en 1890, mort à 46 ans.

## Événements
- Création du mouvement The Futurians à New York.

## Prix
La plupart des prix littéraires de science-fiction actuellement connus n'existaient alors pas.

## Parutions littéraires

### Romans
- La Cité des asphyxiés par Régis Messac.
- Créateur d'étoiles  par Olaf Stapledon.
- Patrouille galactique par Edward Elmer Smith.

### Bandes dessinées
- Futuropolis par René Pellos.

## Sorties audiovisuelles

### Films
- Alerte la nuit par Lloyd Corrigan.
- Bulldog Drummond at Bay par Norman Lee.